# Jarabina
Jarabina (Hongaars: Berkenyéd) is een Slowaakse gemeente in de regio Prešov, en maakt deel uit van het district Stará Ľubovňa.
Jarabina telt 880 inwoners.